# Monttea
Monttea é um género botânico pertencente à família Plantaginaceae. Tradicionalmente este gênero era classificado na família das Scrophulariaceae.

## Espécies
- Monttea aphylla
- Monttea chilensis
- Monttea schickendantzii